# 希利希
希利希（德語：Schillig，發音：[ˈʃɪlɪç]）是德国下萨克森州旺格兰的海滨度假胜地，位于亚德湾西岸，东弗里斯兰半岛的最东北端。